# 보존 유보 계획
보존유보계획(Conservation Reserve Program, CRP)은 미국의 대표적인 환경보전 정책이다. 1985년 농업법에서 도입된 CRP는 농민의 자발적인 의사에 의해 토양침식도가 높은 경작지(High Erodible Land)를 농민에게 매년 임차료와 표토 보전비용의 50%를 지불하는 대가로 토양침식도가 높은 경작지를 생산에서 10년동안 배제시키는 장기농지은퇴프로그램(Long-term Land Retirement Program)이다. 즉, 농지소유자와 정부간에 체결하는 계약으로 농지소유자는 10년간 농경지를 생산목적(긴급가축방목용은 허용)으로 사용치 않기로 약정하고 정부의 보조금 수혜대상이 되는 것을 말한다.
CRP의 기본목적은 경작지의 토양침식을 줄이는 것이며, 그외에 식량의 장기생산력 보호, 토양침전물 감소 및 수질개선, 야생동물 서식처 마련, 과잉생산 억제 및 농가소득지지 등이 있다. CRP계약하의 농지는 잔디 또는 나무와 같은 연방정부가 승인하는 피복작물을 심도록 되어 있다.

## 역사
이 프로그램은 1956년 농업법에 의해 발표된 소일 뱅크 프로그램의 보존 분기로서 1950년대에 처음 시작되었다.